# Либертад (регион)
Ла Либертад  (на испански: La Libertad) е един от 25-те региона на южноамериканската държава Перу. Разположен е в западната част на страната на Тихия океан. Ла Либертад е с площ от 25 499,90 км². Регионът има население от 1 778 080 жители (по преброяване от октомври 2017 г.).

## Провинции
Ла Либертад е разделен на 12 провинции, които са съставени от 83 района. Някои от провинциите са:
1. Боливар
2. Виру
3. Патас
4. Санчес Корион